# Thure Lindhardt
Thure Frank Lindhardt (Copenhaguen, 24 de desembre de 1974) és un actor danès, conegut pel seu paper de Henrik Sabroe en la sèrie de televisió sueco-danesa El Pont (suec: Bron; danès: Broen).

## Biografia
Lindhardt va néixer a Copenhaguen, i va créixer a Roskilde. Graduat de l'escola d'art dramàtic d'Odense el 1998, parla amb fluïdesa danès, alemany, suec, noruec i una mica de francès.

## Carrera
Als 12 anys, va participar en la pel·lícula de Bille August Pelle, el conqueridor. El seu reconeixement a Dinamarca va arribar amb la seva interpretació d'un nen amb autisme a A Place Nearby, on va ser coprotagonista amb Ghita Nørby.
Des de llavors, ha participat en diverses pel·lícules i sèries, incloent Into the Wild, Sugar Rush, Princess, Byzantium i Flame & Citron.
També va exercir un paper com el jove tinent de la guardia suïssa Chartrand en la pel·lícula de 2009 Àngels i dimonis, dirigida per Ron Howard.
Va co-protagonitzar la pel·lícula Keep the Lights On de Ira Sachs, que es va estrenar al Festival de Cinema de Sundance, el gener de 2012. Més tard, el 2013, va ser nominat al Independent Spirit al millor actor.
En la tercera temporada de The Borgias de Showtime, interpretant a Rufio, un assassí que treballa amb Catherina Sforza (interpretada per Gina McKee) per provocar la caiguda de la família Borja.
El 2015 va interpretar al detectiu danès Henrik Sabroe al costat de Sofia Helin en la tercera temporada de la sèrie de televisió danesa-sueca El pont. Va substituir a Kim Bodnia com a protagonista. Va reprendre el paper en la quarta i última temporada de la sèrie, emesa a principis de 2018.